# Мельдола
Мельдола (итал. Meldola) —  коммуна в Италии, располагается в регионе Эмилия-Романья, подчиняется административному центру Форли-Чезена.
Население составляет 9686 человек (на 2004 г.), плотность населения составляет 120 чел./км². Занимает площадь 78 км². Почтовый индекс — 47014. Телефонный код — 0543.
Покровителем населённого пункта считается святитель Николай Чудотворец. Праздник ежегодно празднуется 6 декабря.